# Stigmatopteris hemiptera
Stigmatopteris hemiptera är en träjonväxtart som först beskrevs av William Ralph Maxon, och fick sitt nu gällande namn av Carl Frederik Albert Christensen. Stigmatopteris hemiptera ingår i släktet Stigmatopteris och familjen Dryopteridaceae. Inga underarter finns listade.